# José Antonio Calvo Téllez
José Antonio Calvo Téllez és un historietista i il·lustrador espanyol, nascut en 1963. Es va dedicar al gènere eròtic en els anys 90, amb el pseudònim de Mónica.

## Biografia
José Antonio Calvo i Santiago Segura van editar dos números d'un fanzine creat per ells (Dogdai) en 1983.
En 1985 José Antonio Calvo va guanyar el segon concurs per a autors novells convocat per la revista "Creepy" (Toutain Editor).
Sota el pseudònim col·lectiu de Mónica & Bea va formar un tàndem amb Santiago Segura, que li escrivia els guions, va publicar diverses sèries pornogràfiques en les revistes "El Víbora" i la de capçalera a la revista "El Barragán".
A partir de 1996 comença una carrera en solitari. Va realitzar Luz & Fer, també per a "El Víbora". Dibuixa també diverses portades per a la revista "Kiss Comix".
També va adaptar, una altra vegada amb guions de Santiago Segura, les pel·lícules "Torrente, el brazo tonto de la Ley" i Torrente 3, el protector. Va col·laborar també en l'organització del Saló del Còmic de Cangas, el qual li va lliurar en 2008 la insígnia de plata del certamen.

## Obra[1]
- 1990 Tras la pista de Grini, amb guió de José María Méndez en "Gente Pequeña" (Diario 16)
- 1990 Pequeñas Viciosas, amb guió de Santiago Segura en "El Víbora" (Ediciones La Cúpula)
- 1992 Viciousland, amb guió de Santiago Segura en "El Víbora" (Ediciones La Cúpula)
- 1992 Manual de las pequeñas viciosas, amb guió de Santiago Segura en "El Víbora" (Ediciones La Cúpula)
- 1993 Más pequeñas y más viciosas, amb guió de Santiago Segura en "El Víbora" (Ediciones La Cúpula)
- 1993 Barragán amb guió de Santiago Segura en "El Barragán".
- 1996 Luz & Fer en "El Víbora".
- 1998 Torrente, el brazo tonto de la Ley amb guió de Santiago Segura en "El Víbora" (Ediciones La Cúpula)[1]
- 2006 Torrente 3, el protector (Ediciones La Cúpula)